# 乌当 (涅夫勒省)
乌当（法語：Oudan，法語發音：[udɑ̃]）是法国涅夫勒省的一个市镇，属于克拉姆西区。

## 地理
乌当（47°20'50"N, 3°20'59"E）面积20.11 平方千米，位于法国勃艮第-弗朗什-孔泰大區涅夫勒省，该省份为法国中部省份，北至约讷省，西北接卢瓦雷省，西接谢尔省，南至阿列省，东南接索恩-卢瓦尔省，东临科多尔省。
与乌当接壤的市镇（或旧市镇、城区）包括：拉沙佩勒圣安德烈、瓦尔济、尚普勒米、东齐瓦地区圣马洛、科尔梅里、默努。

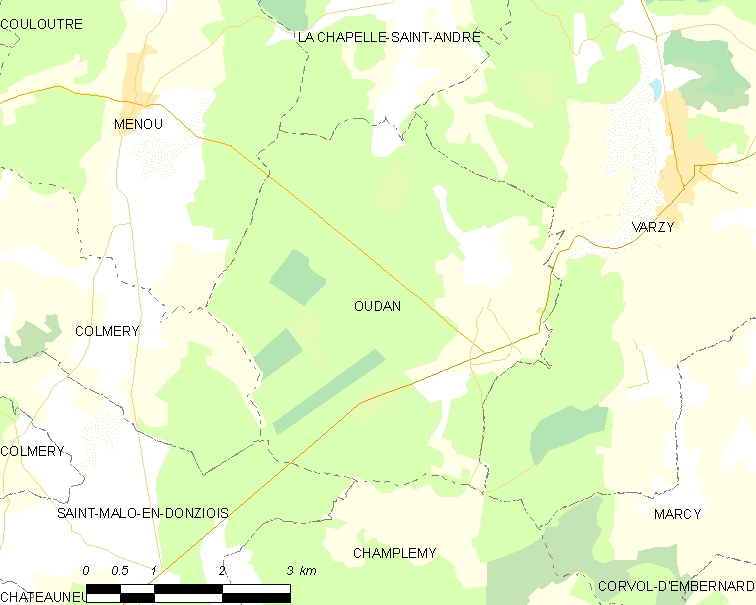
的OSM定位图

乌当的时区为UTC+01:00、UTC+02:00（夏令时）。

## 行政
乌当的邮政编码为58210，INSEE市镇编码为58201。

## 政治
乌当所属的省级选区为克拉姆西县。

## 人口

1962-2008年间人口变化图示

乌当于2022年1月1日时的人口数量为138人。